# David Jacobus Hissink
David Jacobus Hissink (* 22. Oktober 1874 in Kampen; † 17. Januar 1956 in Haren) war ein niederländischer Agrarwissenschaftler, Bodenkundler und Chemiker. 

## Leben
David Jacobus Hissink studierte an der Universiteit van Amsterdam Chemie, bestand 1898 das Examen, promovierte am 11. Oktober 1899 in Amsterdam bei Hendrik Willem Bakhuis Roozeboom mit seiner Dissertation Mengkristallen van natriumnitraat en kaliumnitraat en van natriumnitraat en zilvernitraat und wirkte anschließend auf der Insel Java im damaligen Niederländisch-Indien als Chemiker am zu dieser Zeit unter der Leitung von Melchior Treub stehenden Botanischen Garten von Buitenzorg. Dabei  forschte er agrochemisch über Tabakkultur und arbeitete an einer systematischen Klassifizierung der Böden anhand physikalischer und chemischer Parameter.
Im Jahr 1903 kehrte er in die Niederlande zurück, arbeitete als Chemiker an der Rijkslandbouwproefstation in Goes und wurde 1904 zum Direktor ernannt. In der Zeit von 1907 bis 1915 war er an der Station in Wageningen, wurde 1916 in Groningen Direktor der Abteilung für allgemeine Bodenforschung und 1926 dann Direktor des neu gegründeten Bodeninstituts, das er bis zu seinem Ruhestand 1939 leitete.
Er war maßgeblich an der Gründung der International Society of Soil Science (ISSS) im Jahr 1924 und ihrer Neugründung nach dem Zweiten Weltkrieg beteiligt und wirkte darüber hinaus von 1924 bis 1950 als Generalsekretär dieses Dachverbandes zahlreicher bodenkundlicher Gesellschaften. 
David Jacobus Hissink wurde 1940 in der Sektion Landbauwissenschaften zum Mitglied der Deutschen Akademie der Naturforscher Leopoldina gewählt.
Er wurde 1924 Ehrendoktor der Ludwig-Maximilians-Universität München sowie 1930 Ritter des Orden vom Niederländischen Löwen und 1939 Officier in de Orde van Oranje-Nassau.

## Schriften (Auswahl)
- Mengkristallen van natriumnitraat en kaliumnitraat en van natriumnitraat en zilvernitraat. Academisch Proefschrift, J. H. de Bussy, Amsterdam 1899
- Die Einwirkung verschiedener Salzlösungen auf die Durchlässigkeit des Bodens. Internationale Mitteilungen für Bodenkunde, Verlag für Fachliteratur, Berlin 1916